# آز

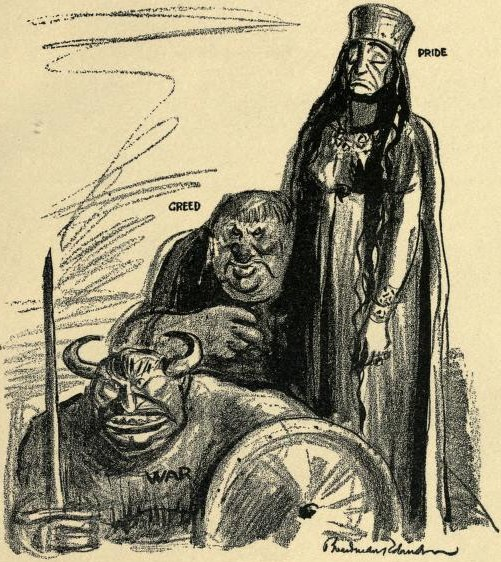
پدر و مادر اثر بوردمن رابینسون. این اثر مفهوم جنگ را به‌عنوان فرزندانی از آز و غرور به نمایش می‌کشد.

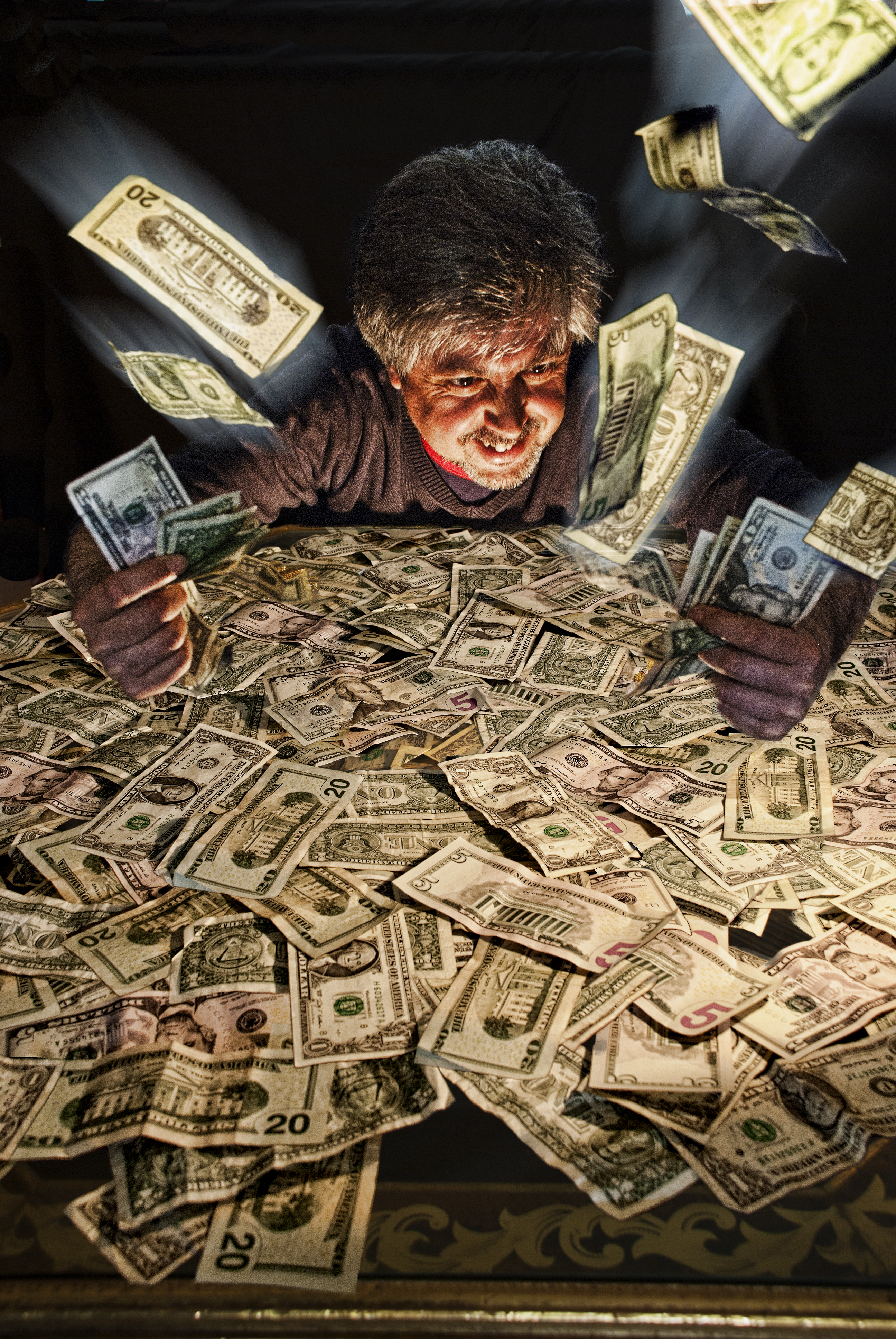
آزمند (۲۰۱۲) توسط یسوس سولانا

آز یا آزمندی به علاقه فراوان یا اشتیاق سیری‌ناپذیر، غیرضروری و بیش از حد برای به‌دست آوردن هر چه بیش‌تر مواردی چون ثروت، پایگاه اجتماعی، قدرت، مواد غذایی و مسائلی از این قبیل گفته می‌شود.
مفهوم آز به‌عنوان یک مفهوم سکولار روانی مترادف با تمایلی مفرط است برای به‌دست آوردن و کسب فراتر از سطح نیاز. عمدتاً آزمند به کسانی گفته می‌شود که به‌دنبال به‌دست آوردن ثروت و مادیات زیاد هستند، در صورتی‌که مفهوم آز موارد گسترده‌تر دیگری را نیز دربر می‌گیرد.